# Jean-Claude Dague
Pour les articles homonymes, voir Dague (homonymie).
Jean-Claude Dague, né Claude Dagouassat le 23 janvier 1937 à Dax et mort le 2 décembre 2017 au Kremlin-Bicêtre, est un écrivain, scénariste, producteur et réalisateur français.

## Biographie
Jean-Claude Dague réalise quatre films avant de commettre un braquage pour tenter de sauver sa société de production de la faillite. Ayant utilisé son propre véhicule pour ce méfait, il est arrêté sans difficulté, avec deux complices, le cascadeur Germain Roig et le comédien René Chapotot. Il passe huit années en prison, expérience dont il rend compte dans son livre Le Dénommé qu'il adapte ensuite pour le cinéma.

## Filmographie
- 1966 : Espions à l'affût (acteur, réalisateur : Max Pécas)
- 1968 : Le Bal des voyous (superviseur de la réalisation : Louis Soulanes)
- 1969 : Poussez pas grand-père dans les cactus
- 1970 : Désirella
- 1971 : L'Homme qui vient de la nuit
- 1989 : Le Dénommé
- 1991 : La Dernière Saison (coscénariste, réalisateur : Pierre Beccu)
- 1999 : La Paix pour les Enfants du Monde